# Rama Brew
Rama Brew là một nữ diễn viên kỳ cựu người Ghana, cá tính truyền hình và nhạc sĩ nhạc jazz.

## Tuổi thơ
Khi còn nhỏ, Rama muốn trở thành một vũ công nhưng cha cô không đồng ý. Sau đó, cô được người dì làm việc tại Ghana Broadcasting Corporation (GBC) giới thiệu với truyền hình.

## Cuộc sống sự nghiệp
Rama Brew tham gia diễn xuất vào năm 1972. Cô đóng vai chính trong các loại xà phòng truyền hình như "Đại lộ A" và "Villa Kakalika". Bộ phim đầu tiên của cô là" Farewell To Dope" cho Ghana Films, hiện được gọi là TV3. Rama trở thành vai chính trong bộ phim truyền hình "Thiên đường tối thượng" năm 1993 khi cô chuyển đến Ghana. Cô giành giải nữ diễn viên xuất sắc nhất năm 1994. Rama cũng là một ca sĩ nhạc jazz và là người bắt đầu chơi nhạc jazz vào những năm 90  Cô là người dẫn chương trình cho một chương trình thiếu nhi trên chương trình 'Groove FM'. Sau đó, cô trở thành giám khảo của chương trình tài năng âm nhạc TV3, 'Mentor' 

## Cuộc sống cá nhân
Cô có một cô con gái tên là Michelle Attoh cũng là một nữ diễn viên.